# Joel Sternfeld
Pour les articles homonymes, voir Sternfeld.
Joel Sternfeld (né le 30 juin 1944 à New York) est un photographe américain travaillant principalement à la chambre photographique.
Son livre American Prospects (publié en 1987 et réédité en 2003) lui a valu une reconnaissance internationale.

## Récompenses et distinctions
- 1985 : Prix Higashikawa

## Publications
- (en) Stranger Passing, textes de Douglas Nickel et Ian Frazier (en), catalogue d'exposition, Bulfinch Press, Melcher Media, 2001  (ISBN 978-3-86930-499-1)